# Pepco Group (kiskereskedelmi lánc)
A Pepco Group N.V. egy európai diszkont-kiskereskedelmi lánc csoportja. Hollandiában van bejegyezve, de a székhelye Londonban található. A Pepco Group-ot 2021 óta jegyzik a Varsói Értéktőzsdén (PCO).
A csoporthoz két független üzletlánc tartozik, az egyik a Pepco, a másik a Dealz.  Magyarországon a Pepco üzletekkel van jelen.
Az Egyesült Királyságban Poundland név alatt működő  üzletek  2025 közepéig szintén a Pepco Csoporthoz tartoztak.

## Története
A brit Brown & Jackson LTD vállalat leányvállalataként 1999 végén alapítottak kiskereskedelmi céget Lengyelországban, ekkor még nem Pepco név alatt.  A dél-afrikai Pepkor 2003-ban megszerezte a Poundstretcher (Brown & Jackson leányvállalatának) 14 üzletét, majd 2004-ben Pepco név alatt belépett a lengyel piacra és felvásárolta az üzlethálózatot. A lengyel piacra történt belépésekor a Pepkor befektetési holding  már 1965 óta folytatta tevékenységét a kiskereskedelmi ágazatban, üzleteket  működtetett Európában, Afrikában és Ausztráliában is. 2015-ben a Steinhoff holding felvásárolta a Pepkort, beleértve a Pepco Csoportot (ekkor még Pepkor Europe). Ezzel a Pepco Group részvényeinek többsége a Steinhoff tulajdonába került. 2019-ben Pepkor Europe átnevezésre került Pepco Groupra. Ebben az évben a csoport 14 országban 2698 üzlettel rendelkezett.
A Steinhoff International Holding 2023-ban csődeljárás alá került, azonban ez nem befolyásolta a Pepco N.V. Group működését, mivel az már több éve önállóan működött, és a Steinhoff International Holdings-tól független is volt, pénzügyileg mutatói alapján pedig stabil. A Pepco 2023-ban részvényeket bocsátott ki, amelyek a befektetők felől nagy érdeklődést mutatott, a Fitch, az S&P és a Moody’s hitelminősítők pedig pozitív osztályzatot adtak az üzletláncnak. A Steinhoff International 2023-ban a nevét Ibexre változtatta. A Pepco Group N.V. fő részvényese (72.15% arányban) a dél-afrikai IBEX Group volt.
Magyarországról 2024 februárjában hacker támadás történt, mintegy 15,5 millió euró tűnt el a cég számlájáról. 

## Pepco

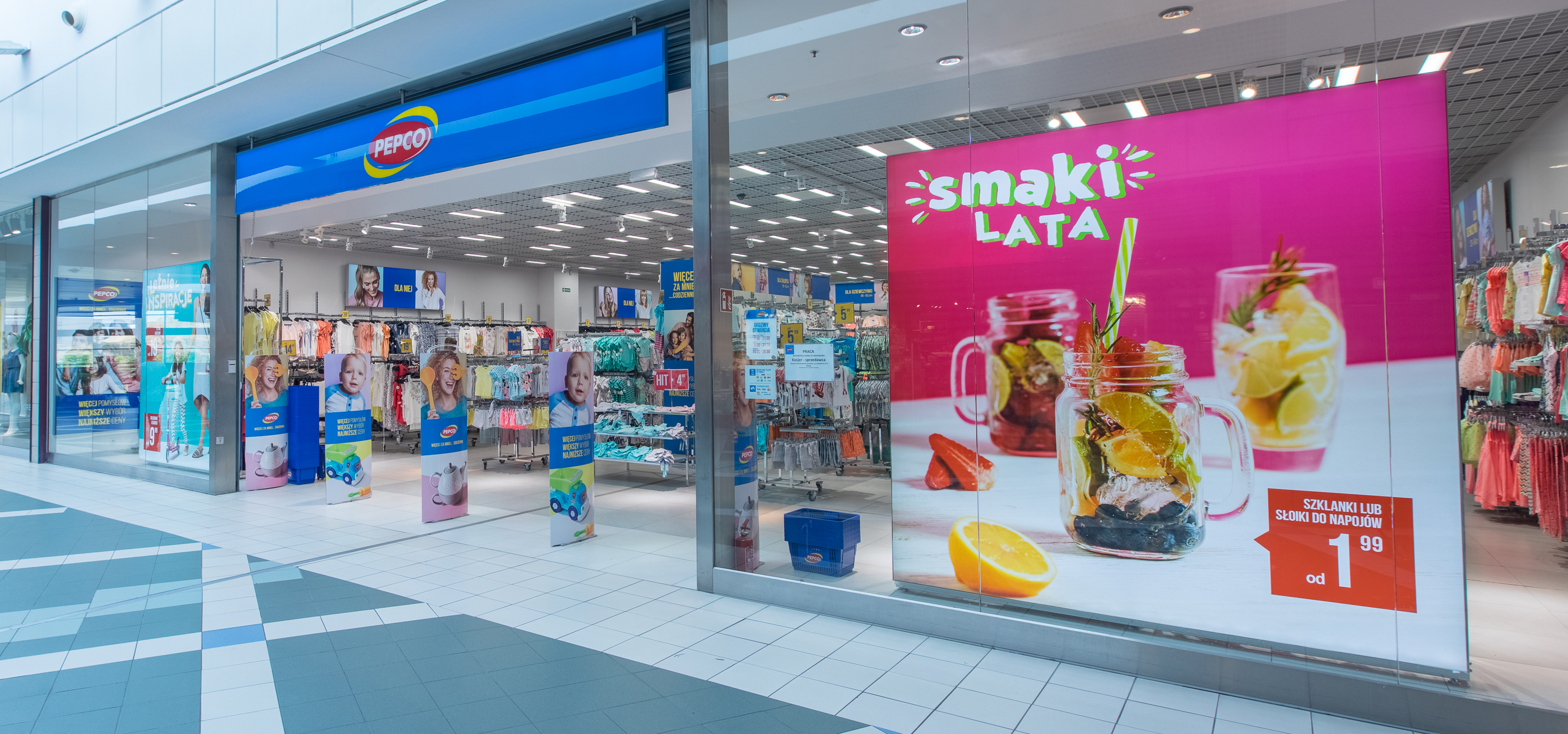

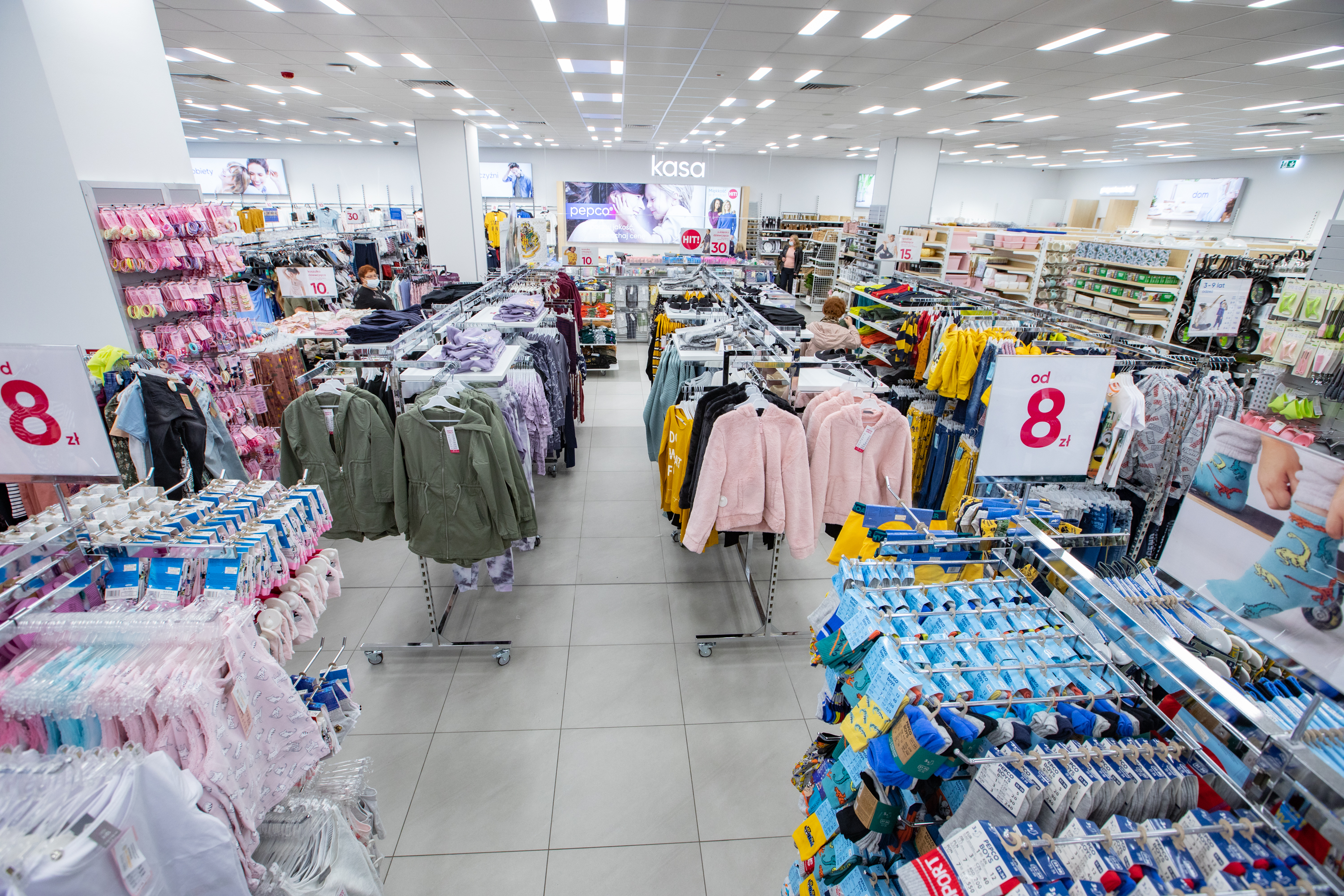

Az első Pepco üzleteket 2004-ben nyitották Lengyelországban.  A cég székhelye Poznańban található.
A forgalmazott termékek köre (non-food) termékek, vagyis az élelmiszereken kívül lefedi a ruházat,  lakberendezési tárgyak, lakástextilek, konyhai- és étkezési kiegészítők, fürdőszobai kiegészítők, tisztító kellékek, kisebb elektromos eszközök, játékok, babakiegészítők, egészségügyi és szépségápolási termékek, autó- és barkácskiegészítők, állatápolási termékek, írószerek, kerti kiegészítők, szezonális dekorációk (pl karácsonyi) széles körét. A kategóriák szerint 30% gyerekruházati, 23% felnőtt ruházati,  27% háztartási termék, 8% játék, 3% szezonális cikkek, és 9% egyéb kategóriába tartozik. A Pepco üzletek méretei 350 és 700 négyzetméter között mozognak.
A cég küldetése, hogy a legalacsonyabb árakat és a legjobb értéket kínálják a családoknak, amik megfizethetőek, emiatt a célközönsége főként a kis költségvetésű családok. A cég stratégiájának része a Közép-Kelet-Európában való terjeszkedés.
Az európai terjeszkedés részeként első körben 2013-ban belépett a cseh és a szlovák piacra, 2015-ben érkezett Magyarországra és Romániába, majd 2017-ben következett Litvánia, Horvátország és Szlovénia, 2018-ban Lettország és Észtország, 2019-ben Bulgária, 2020-ban Olaszország és Szerbia, 2021-ben Ausztria és Spanyolország, majd 2022-ben Németország és Görögország, 2023-ban pedig Portugáliában és Bosznia-Hercegovinában nyitott üzleteket. A bolthálózat bővülése eredményeképpen  2016-ban megnyitották az 1000. majd 2022-ben a 3000. üzletet. 
A spanyolországi Dealz üzleteket Pepco üzletté alakítottak át. A Pepco Group 2021 decemberében nyitotta meg első üzleteit Ausztriában, de veszteséges működése miatt 2024-ben kivonult az osztrák piacról,  mind a 73 üzletét bezárta.
2025-ben Európa 18 országában volt jelen, alkalmazottainak száma  31000 (90%  boltokban), az üzletek száma 3900 körül alakult.
| ország                 | üzletek száma | üzletek nyitásának éve |
| ---------------------- | ------------- | ---------------------- |
| Lengyelország          | 1412          | 2004 (1999)            |
| Csehország             | 321           | 2013                   |
| Szlovákia              | 158           | 2013                   |
| Románia                | 493           | 2015                   |
| Magyarország           | 266           | 2015                   |
| Szlovénia              | 41            | 2017                   |
| Horvátország           | 137           | 2017                   |
| Litvánia               | 98            | 2017                   |
| Lettország             | 63            | 2018                   |
| Észtország             | 38            | 2018                   |
| Bulgária               | 181           | 2019                   |
| Olaszország            | 203           | 2020                   |
| Szerbia                | 163           | 2020                   |
| Spanyolország          | 241           | 2021                   |
| Németország            | 64            | 2022                   |
| Görögország            | 46            | 2022                   |
| Portugália             | 20            | 2023                   |
| Bosznia és Hercegovina | 49            | 2023                   |

2025 júliusában a Pepco németországi leányvállalata fizetésképtelenséget jelentett. A csődbejelentés a németországi leányvállalatra vonatkozott, a közlemény szerint más országban működő leányvállalatok működését nem érinti.

### A Pepco Magyarországon
Magyarországon a Pepco Hungary Kft.-t (2020-ig Pepkor Hungary Kft)  2014-ben alapították. Ekkor az anyavállalata a Svájcban bejegyzett Pepkor Europe GmbH volt, a lengyel és a környező országokban már működő Pepco vállalatok kapcsolat vállalkozásai voltak a magyar vállalatnak. A Pepkor magyarországi üzlethálózata 2015 május 8-án indult el a dél-afrikai Pepkor befektetési holding támogatásával. Az első üzletét 2015. május 8-án nyitotta meg. 2015. június 30-ig összesen 7 üzletet nyitottak, Budapesten kívül Miskolcon, Debrecenben és Egerben. 2015 októberére már 19 üzlet működött. 
2023. április óta az anyavállalata és tulajdonosa a poznani székhelyű Pepco Holdings Sp. Z.o.o. lengyel vállalat. A magyar céget a londoni székhelyű Pepco Group Limited vonja be a konszolidációba. A végső anyavállalata a 2015 -ös felvásárlás óta a Steinhoff International Holdings N.V.  
A Pepco Hungary Kft székhelye Budapesten a Váci út 178. szám alatt található. Alkalmazottjainak száma országosan 2.268 fő (2024), üzleteinek száma 2025-ben 266 volt. A Pepco regionális logisztikai központja Gyálon épült.
| Év   | boltok száma     | létszám (fő) |
| ---- | ---------------- | ------------ |
| 2015 | 7 (június 30-ig) | 28           |
| 2016 | 49               | 258          |
| 2017 | 102              | 731          |
| 2018 | 137              | 1083         |
| 2019 | 159              | 1400         |
| 2020 | 186              | 1687         |
| 2021 | 210              | 2031         |
| 2022 | 229              | 2060         |
| 2023 | 246              | 2313         |
| 2024 | 256              | 2268         |

## Dealz

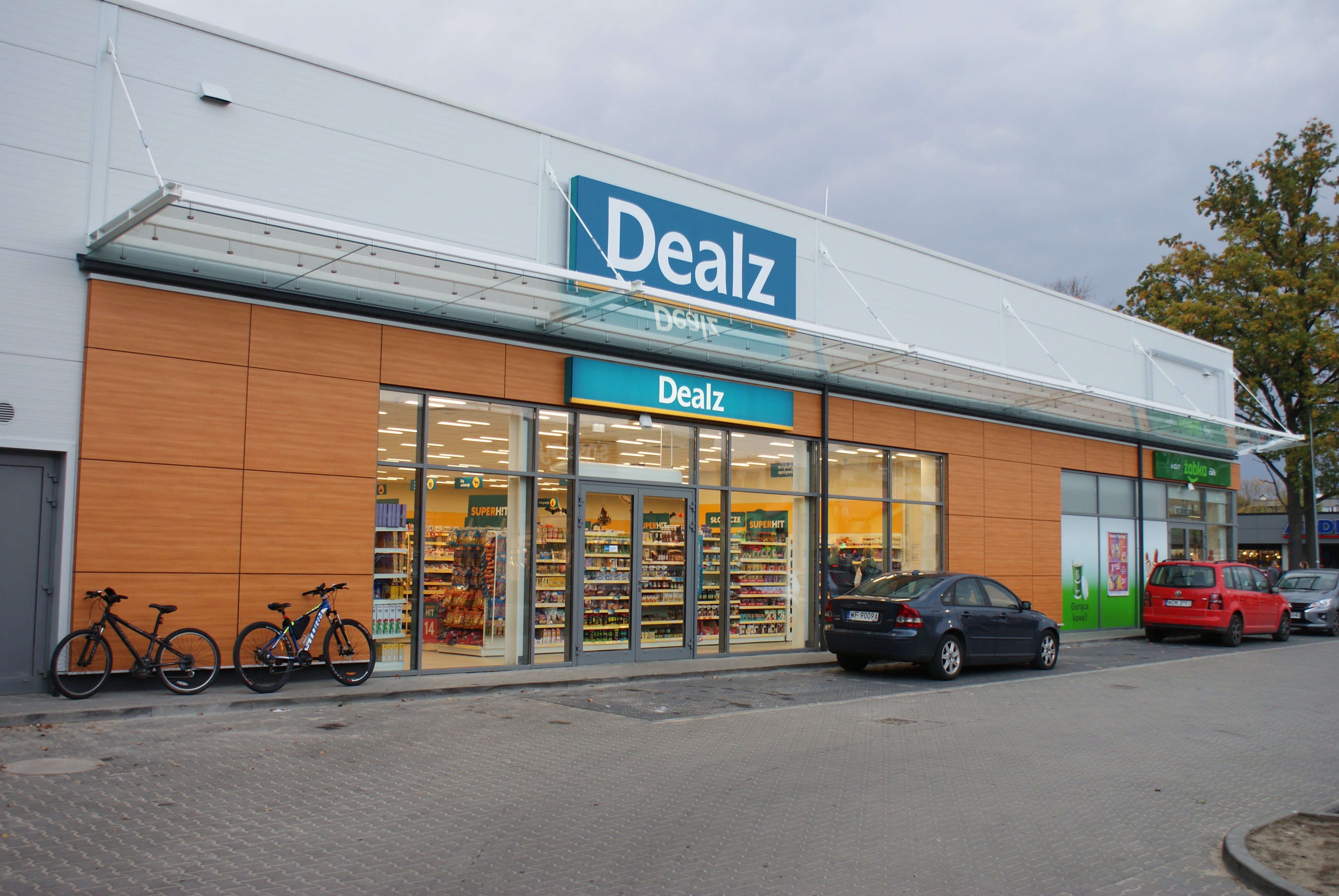

A Pepco Csoport része a Dealz is, amely egy nemzetközi üzletlánc. A Dealz kezdetei a brit Poundland-hoz kötődik, amely 2011-ben Dealz néven Írországban terjeszkedett. Majd a márka Spanyolországba is belépett. 
2018. februárban került megnyitásra az első lengyelországi Dealz üzlet a Poznań melletti Swarzędzban. A termékválasztékában szerepelnek élelmiszerek, drogériák, lakberendezési tárgyak, játékok, szerszámok. A Dealz azonban ruházati terméket nem árul.  A lánc saját elosztóközponttal rendelkezik, ami Łyszkowicében található. A lengyelországi cég a Pepco Group tulajdonában áll, míg az írországi üzletek a Gordon Brothers céghez kerültek 2025-ben. 

## Pepco Global Sourcing
A Pepco Global Sourcing (PGS) termékbeszerzést, termékfejlesztést és műszaki szolgáltatásokat nyújt a csoport vállalatai számára. Irodái vannak Kínában, Hongkongban, Bangladesben, Pakisztánban és Indiában.

## Poundland
A Poundland, amelyet 1990-ben Angliában alapítottak és időközben az Egyesült Királyságban, valamit  Írországban több mint 800 üzletből álló hálózatot épített ki, szintén a Pepco Csoport része volt.  2025 júniusában jelképes  1 fontért az amerikai Gordon Brothers befektetési cégnek értékesítették.